# True Blood (5.ª temporada)
A quinta temporada de True Blood estreou em 2012.

## Episódios
| Temporada # | Total # | Título                              | Dirigido por        | Escrito por     | Estreia              | Audiência em milhões (EUA) |
| --- | ------- | ----------------------------------- | ------------------- | --------------- | -------------------- | -------------------------- |
| 1 | 49      | "Turn! Turn! Turn!"                 | Daniel Minahan      | Brian Buckner   | 10 de junho de 2012  | 5.20                       |
| Temendo perdê-la para sempre, Sookie e Lafayette pensam no que fazer com Tara. Enquanto isso, Bill e Eric recebem a visita do Magistrado e com ele chega Nora, uma mulher do passado de Eric. O bando de lobisomens de Alcide vai atrás de Sam.                                                                                |         |                                     |                     |                 |                      |                            |
| 2 | 50      | "Authority Always Wins"             | Michael Lehmann     | Mark Hudis      | 17 de junho de 2012  | 4.41                       |
| Tara ressurge em Bon Temps. Pam se lembra de sua vida humana quando era uma dama de companhia em Los Angeles e seu primeiro encontro com Eric. Temendo o retorno de Russell, Sookie procura um sistema de segurança para sua casa. Steve Newlin faz uma oferta a Jessica.                                                      |         |                                     |                     |                 |                      |                            |
| 3 | 51      | "Whatever I Am, You Made Me"        | David Petrarca      | Raelle Tucker   | 24 de junho de 2012  | 4.66                       |
| Bill e Eric lutam por suas vidas contra a Autoridade. Steve Newlin é recrutado como um "rosto amigável" com o retorno de Russell. Sookie vai ao Fangtasia pedir ajuda a Pam, mas ela segue imersa em suas memórias. |         |                                     |                     |                 |                      |                            |
| 4 | 52      | "We'll Meet Again"                  | Romeo Tirone        | Alexander Woo   | 1 de julho de 2012   | 4.54                       |
| Eric e Bill duvidam de sua sobrevivência enquanto buscam por Russell. Sookie se abre a Alcide sobre Debbie. Um Lafayette irado coloca a vida de Sookie em perigo. Na sede da Autoridade, Roman e Salome continuam seu interrogatório.                                                                                          |         |                                     |                     |                 |                      |                            |
| 5 | 51      | "Let's Boot and Rally"              | Michael Lehmann     | Angela Robinson | 8 de julho de 2012   | 4.50                       |
| Com o tempo se esgotando, Bill e Eric alistam Sookie para buscar o esconderijo de Russel. Sem conseguir lidar com a mágica dentro de si, Lafayette chama pelo espírito de Jesus para ajudá-lo. Patrick e Terry são mantidos reféns.                                                                                            |         |                                     |                     |                 |                      |                            |
| 6 | 54      | "Hopeless"                          | Daniel Attias       | Alan Ball       | 15 de julho de 2012  | 4.63                       |
| Sookie ajuda Alcide a relembrar o que aconteceu na noite passada; Pam rompe uma luta em Fangtasia; Lafayette visita Ruby Jean, que também recebeu uma mensagem inquietante de Jesus; Terry culpa uma maldição por seus problemas; Alcide desafia J.D.; Sam se oferece para ajudar Andy; Roman revela seus planos para Russell. |         |                                     |                     |                 |                      |                            |
| 7 | 55      | "In the Beginning"                  | Michael Ruscio      | Brian Buckner   | 22 de julho de 2012  | 4.46                       |
| Salome revela suas verdadeiras lealdades enquanto Bill e Eric provam um pouco do sangue sagrado. Uma revelação em Hot Wings faz com que Sookie se pergunte como seria sua vida sem poderes de fada. Enquanto isso, Sam lida com outros problemas.                                                                              |         |                                     |                     |                 |                      |                            |
| 8 | 56      | "Somebody That I Used to Know"      | Stephen Moyer       | Mark Hudis      | 29 de julho de 2012  | 4.60                       |
| Na sede da Autoridade, os Chanceleres se deleitam com o resplendor de Lilith; Eric recebe uma mensagem de Godric, e Bill se vê mexido por uma memória distante. Sookie e Jason visitam o lugar onde morreram seus pais. |         |                                     |                     |                 |                      |                            |
| 9 | 57      | "Everybody Wants to Rule the World" | Daniel Attias       | Raelle Tucker   | 5 de agosto de 2012  | 4.50                       |
| Enquanto a Autoridade continua com o plano de Lilith, Eric planeja sua fuga. A avó de Sookie a leva a uma pista sobre o assassinato de seus pais. Andy e Jason buscam as identidades de quem cometeu os assassinatos. |         |                                     |                     |                 |                      |                            |
| 10 | 58      | "Gone, Gone, Gone"                  | Scott Winant        | Alexander Woo   | 12 de agosto de 2012 | 4.49                       |
| Com o aumento de ataques de vampiros a humanos, a Autoridade tenta conseguir o apoio público. Enquanto isso, Nora tenta converter Eric ao feitiço de Lilith. Jason encontra uma escritura misteriosa. Sam e Luna procuram por Emma.                                                                                            |         |                                     |                     |                 |                      |                            |
| 11 | 59      | "Sunset"                            | Lesli Linka Glatter | Angela Robinson | 19 de agosto de 2012 | 4.93                       |
| Com um grande fervor religioso, Bill dá uma ordem a Jessica que ela não deseja realizar. Armado com um vídeo condenatório de Russell e Steve, o exército dá um ultimato à Autoridade. |         |                                     |                     |                 |                      |                            |
| 12 | 60      | "Save Yourself"                     | Michael Lehmann     | Alan Ball       | 26 de agosto de 2012 | 5.05                       |
| No final da quinta temporada, Eric, Sookie, Jason e Tara embarcam em uma desesperada missão para acabar com a Autoridade e salvar Bill de perder sua humanidade. Andy enfrenta as consequencias de um pacto que fez. Sam e Luna tentam escapar da Autoridade. Tara e Pam assumem um romance.                                   |         |                                     |                     |                 |                      |                            |